# Disastri in cucina
Disastri in cucina (Chef Donald) è un film del 1941 diretto da Jack King. È un cortometraggio animato della serie Donald Duck, prodotto dalla Walt Disney Productions e uscito negli Stati Uniti il 5 dicembre 1941, distribuito dalla RKO Radio Pictures.

## Trama
Paperino prepara i waffles seguendo la ricetta dettata dal programma radiofonico "Le ricette di zia Papera". Purtroppo invece del lievito, mette accidentalmente il mastice. A causa di questo errore, l'impasto diventa colloso e Paperino non riesce a metterlo nella macchina per i waffles. Dopo una serie di peripezie, il papero decide di tagliarlo con un'ascia finendo però per causare una crepa sul soffitto che si propaga per tutta la casa. Ciò lo fa arrabbiare, e allora butta fuori la terrina con l'impasto. Questa però si appiccica all'albero davanti all'abitazione di Paperino. Un ramo bussa alla porta e non appena il papero apre la terrina si catapulta dentro casa, rovinando la cucina. Infuriato, Paperino si vendica correndo alla sede dell'emittente del programma e picchiando la conduttrice per la disavventura ricevuta.

## Distribuzione

### Edizioni home video

#### VHS
- Cartoon festival I (settembre 1982, riedita come Cartoons Disney 1 nel 1985)
- Paperino disastri in cucina (febbraio 1995)
- Paperino un disastro di eroe (agosto 1999)
- Paperino un adorabile pasticcione (febbraio 2002)

#### DVD
Il cortometraggio è incluso nei DVD Walt Disney Treasures: Semplicemente Paperino - Vol. 1, Paperino - 75º anniversario e Topolino che risate! - Volume 3.